# Řád Ál Chalífy
Řád Ál Chalífy je státní vyznamenání Bahrajnu založené roku 1940.

## Historie a pravidla udílení
Řád založil bahrajnský panovník Hamad bin Ísá Ál Chalífa 7. února 1940. Původně měl řád tři třídy, hvězdu, dekoraci a medaili. Řád roku 1976 obnovil a reorganizoval bahrajnský emír Ísá bin Salmán Ál Chalífa. Od té doby je řád udílen ve speciální třídě řetězu a pěti řádných třídách. Udílen je za služby státu.

## Insignie
Řádový odznak má tvar zlaté osmicípé hvězdy.

## Třídy
Řád byl od svého založení udílen ve třech třídách:
- hvězda,
- dekorace,
- medaile.

Po obnovení řádu v roce 1976 je řád udílen v jedné speciální a pěti řádných třídách.